# Russisch-schweizerische Beziehungen

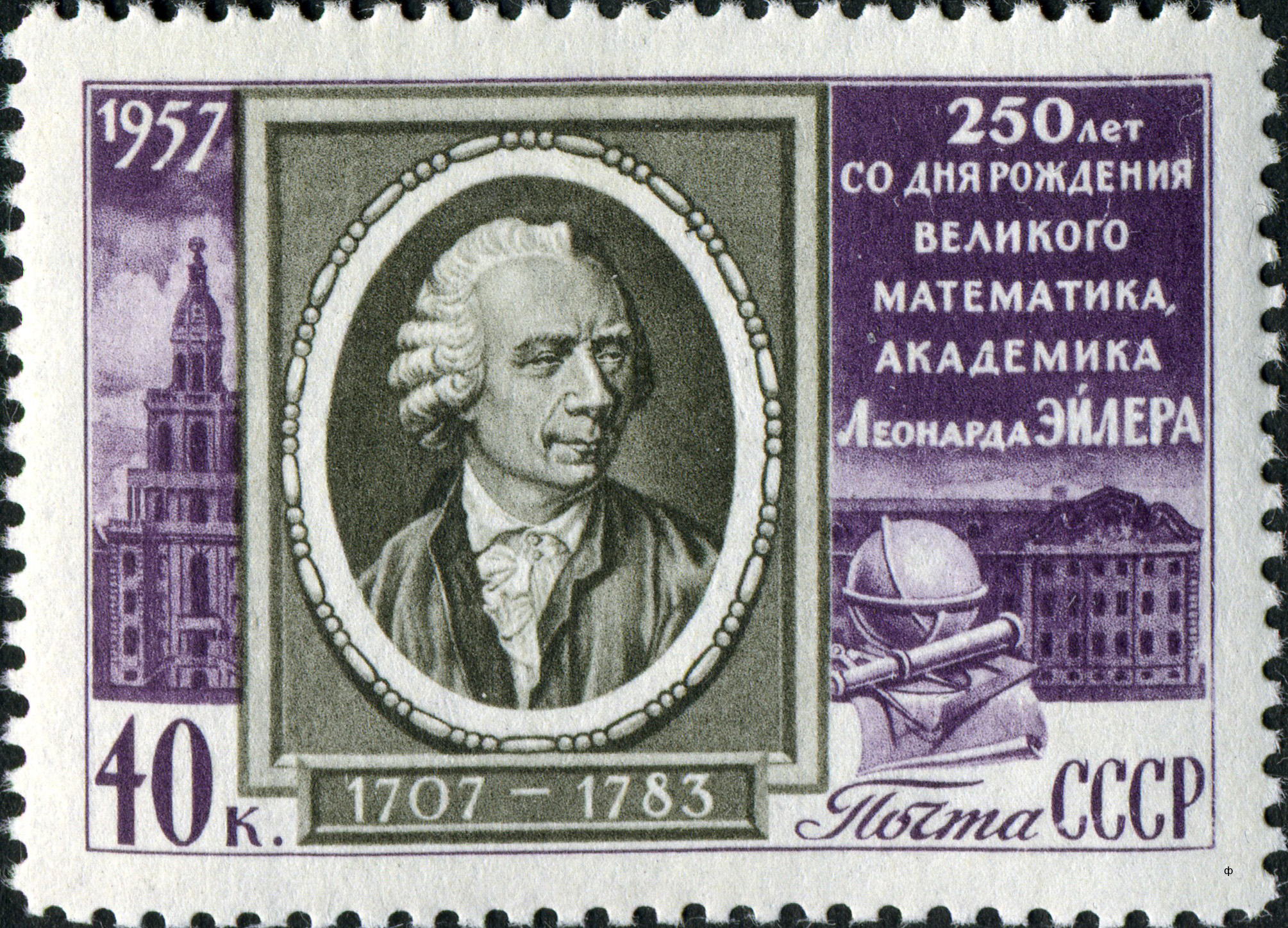
Der in Russland tätige Schweizer Mathematiker Leonhard Euler (sowjetische Briefmarke)

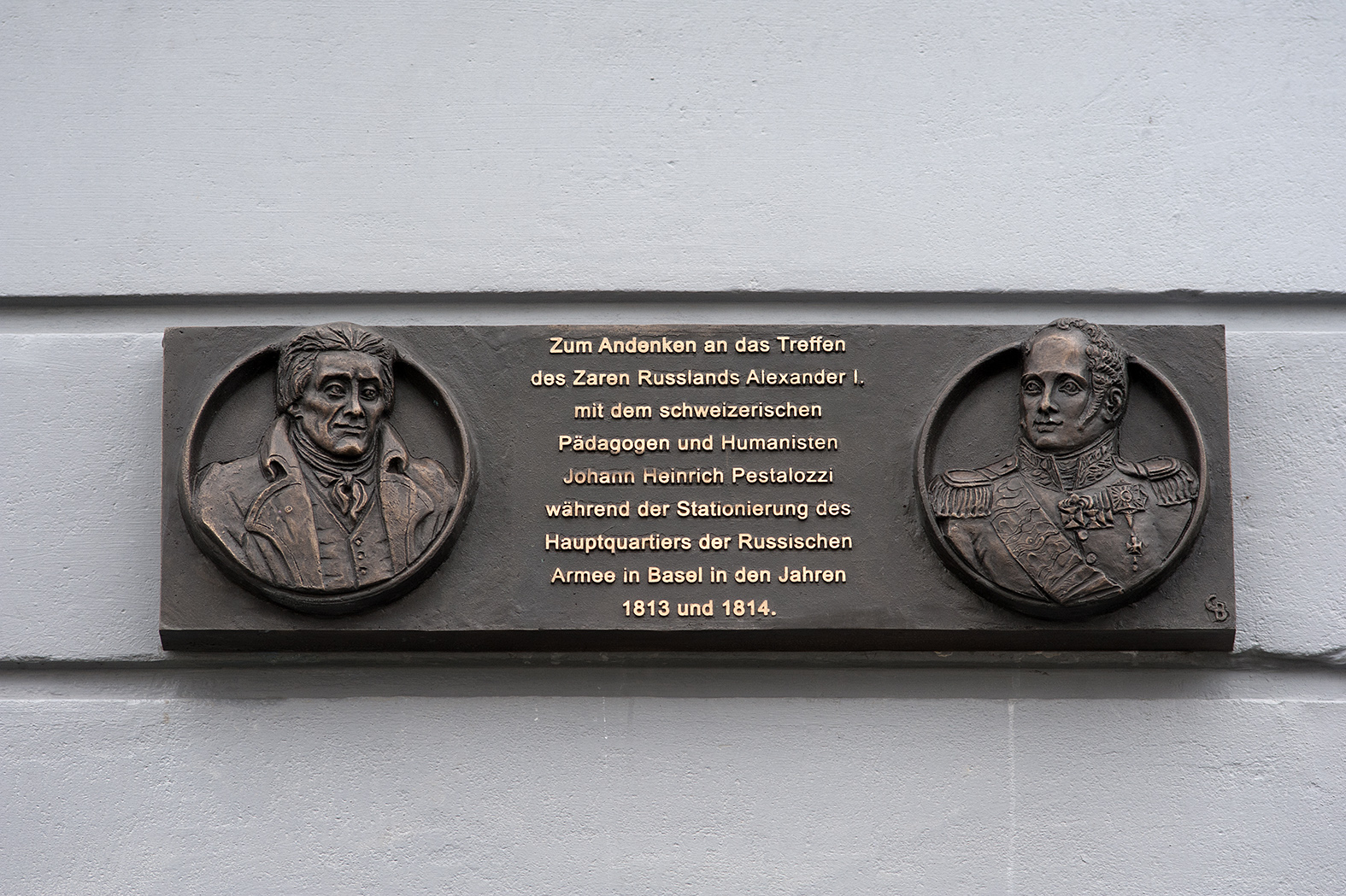
Gedenktafel in Basel zum Zusammentreffen von Zar Alexander I. mit Pestalozzi

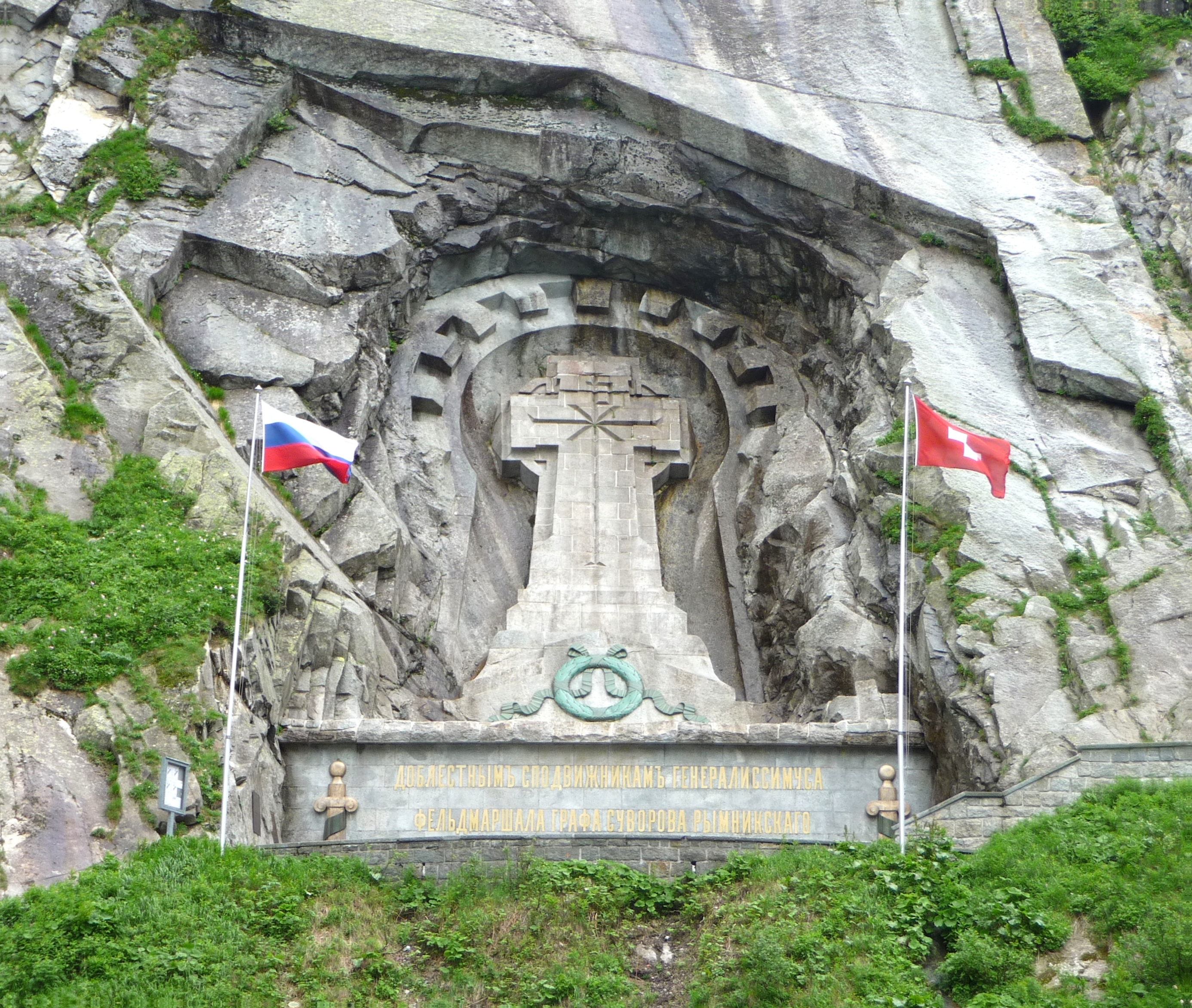
Suworow-Denkmal in der Schöllenen

Die russisch-schweizerischen Beziehungen bestehen auf diplomatischer Ebene seit dem Jahr 1814, als Zar Alexander I. zum ersten Mal einen Emissär bei der eidgenössischen Tagsatzung ernannte.

## Geschichte
Vom Ende des 17. Jahrhunderts bis 1917 wanderten über 20'000 Schweizer Wirtschaftsflüchtlinge ins Zarenreich aus. Der Genfer François Le Fort, nach dem der Moskauer Stadtteil Lefortowo benannt ist, spielte eine führende Rolle beim Aufbau der russischen Kriegsmarine.
Nach der Oktoberrevolution wurde im Mai 1918 eine sowjetrussische Mission in Bern eingerichtet. Aber bereits im November 1918, am Tag vor dem Ausbruch des Landesstreiks, wurden die Diplomaten wegen «Umtrieben revolutionärer Art» ausgewiesen. Nach der Conradi-Affäre wurden 1923 die Beziehungen durch die Sowjetunion ganz eingestellt.
Das Ansinnen der Schweiz im Jahr 1944, wieder diplomatische Beziehungen aufzunehmen, wurde von sowjetischer Seite abschlägig beschieden. Erst 1946 wurden wieder diplomatische Beziehungen aufgenommen. Eine wesentliche Rolle spielten vor den Verhandlungen über die Wiederaufnahme diplomatischer Beziehungen die Repatriierungsverhandlungen mit der Sowjetunion, denn die Schweiz hatte zu Ende des Zweiten Weltkrieges um die 10 000 Sowjetbürger interniert. Diese Verhandlungen stellten die Schweiz vor schwierige Fragen der Abwägungen zwischen Abwehr vor internationaler Isolation und dem Festhalten an der humanitären Tradition der Schweiz.
Die Schweiz vertritt seit 2009 als Schutzmacht die russischen Interessen in Georgien und die georgischen Interessen in Russland, nachdem diese beiden Länder die diplomatischen Beziehungen nach dem Georgienkrieg abgebrochen hatten.
2018 entwickelte sich im Zusammenhang mit russischen Geheimdienstoperationen in der Schweiz eine diplomatische Krise zwischen den beiden Ländern. Im Frühling 2018 wurde der russische Botschafter im Zusammenhang mit Spionage gegen die Welt-Anti-Doping-Agentur und gegen das Labor Spiez vom Eidgenössischen Departement für auswärtige Angelegenheiten einberufen, das auch Proben im Fall Skripal analysierte. Im September 2018 wurde der Botschafter erneut einberufen, nachdem sich Hinweise verdichtet hatten, dass die russische Spionagetätigkeit in der Schweiz sehr zugenommen habe. Bei der dritten Einberufung des russischen Botschafters forderte die Schweiz Russland auf, seine Spionagetätigkeiten auf Schweizer Territorium einzustellen. Der Bundesrat hatte bereits im März 2018 gewarnt, dass bei einem Staat der begründete Verdacht bestehe, „dass mehr als ein Viertel des diplomatischen Personals nachrichtendienstlich tätig ist.“ Später wurde publik, dass damit Russland gemeint war und der Nachrichtendienst des Bundes (NBD) sich seitdem schwerpunktmässig mit Russland befasst. Laut russischen Angaben sind in der Schweiz nur drei Diplomaten als Agenten tätig. Gemäss NBD arbeiten hingegen Dutzende offizielle russische Staatsvertreter als Spione. Manche seien schon an früheren Stationen in ihrer Diplomatenlaufbahn durch nachrichtendienstliche Aktivität aufgefallen, andere erst in der Schweiz.